# NGC 1112
NGC 1112 é uma galáxia espiral barrada (SBc) localizada na direcção da constelação de Aries. Possui uma declinação de +13° 13' 25" e uma ascensão recta de 2 horas, 49 minutos e 00,4 segundos.
A galáxia NGC 1112 foi descoberta em 2 de Dezembro de 1863 por Albert Marth.